# Club de Fútbol Motril
El Club de Fútbol Motril es un equipo de fútbol de Motril situado en la provincia de Granada (España). Fue fundado en el año 2012 tras la desaparición del Motril CF. Actualmente milita en el Grupo 9 de la Tercera Federación, su estadio es el Estadio Escribano Castilla con una capacidad de 5000 espectadores. 
Además, éste tiene 3 equipos filiales, el C.F Motril "B" que actualmente milita en la Segunda División Andaluza, el C.F Motril "C" que milita en el grupo 1 de la Tercera División Andaluza, y el C.F Motril "D" que juega en el grupo 2 de la Tercera División Andaluza.

## Historia
En 2012, tras la desaparición del Motril CF, se fundó el CF Motril y en 2013 adoptó su himno oficial. Este empieza a competir desde las ligas más bajas del fútbol español, pero consiguió un ascenso meteórico y consiguió ser el equipo de la ciudad con más de 500 abonados. Tanto es así que en las cuatro primeras temporadas de su existencia consigue cuatro ascensos consecutivos. Al llegar a tercera división, temporada 2016/17, se quedó a las puertas de conseguir el deseado play-off de ascenso a la 2.ªB; y ya en la Temporada 2019/20, intenta dar el salto a la Segunda División B por medio de los play-offs en los que caerían eliminados por el Ejido 2012 en semifinales por un resultado de 2-3.
En la temporada 2020/21, jugó la primera edición de la Copa RFAF que da acceso a la Copa RFEF, además esta podía dar un billete para disputar la Copa del Rey, pero cayeron en cuartos de final ante el Antequera CF.
En 2020 crearon el C. F. Motril "B", que este consiguió su primer ascenso en la temporada 2020/21 a la segunda andaluza. En el año 2021 Nike se fijó en este club para poder ser su patrocinador oficial; además, en la temporada 21/22 acabó sexto a un punto de entrar al play-off de ascenso a la Segunda RFEF y a dos puntos de entrar a disputar la Copa del Rey. 
En el año 2022 este club ''creó'' dos filiales más, a parte del que ya tenían, llamándose C.F Motril ''C'' y C.F Motril ''D'', ambos disputaron la Tercera División Andaluza pero el primero en el grupo 1 y el segundo en el grupo 2 en la temporada 2022/23. 
Al inicio de la temporada 2022/23 el club volvió a disputar la Copa RFAF por segunda vez en toda su historia, aunque pincharían contra el UDC Torredonjimeno en los cuartos de final eliminándolos así de la competición. 
No fue hasta el año 2023 cuando la directiva cambió de relevos poniéndose Juanmi González de presidente teniendo un único objetivo, salvar al club del descenso, y no solo lo lograron sino que acabaron en la séptima posición. Esta nueva directiva trajo nuevos cambios como el escudo (donde se tuvo que volver al formato anterior ya que no le gustó nada a la afición). El patrocinador de la camiseta cambió a Grupo Nucesa, dejando atrás los dos años de TROPS. Y uno de los cambios más significativos es que Adidas empezó a patrocinar al club vistiéndose así con su marca. Además fueron pioneros en la unificación del fútbol motrileño en el que forman parte el C.F Motril, Puerto de Motril C.F y CD Costa Tropical. 
En la temporada 2023/24 el club empezó su andadura en la Copa RFAF en la cual pasó a las semifinales por primera vez en toda su historia tras ganarle al CD Huétor Vega, aunque perdieron en las semifinales ante la UD Torre del Mar. En esta temporada la directiva prometía unos puestos en los play-offs ya que formaron un equipo para ello, pero la temporada no fue tan buena por lo que a mitad de temporada se hizo un cambio de entrenador viniendo Edu Oriol Gracia para mejorar los resultados del equipo, cosa que tampoco consiguió. No se consiguió el ansiado ascenso acabando en la sexta posición y clasificándose a la siguiente edición de la Copa RFAF por cuarta vez en su historia (cuatro de cinco ediciones participando siendo el equipo que más veces se ha clasificado a esta copa). 

## Palmarés
- Segunda Provincial de Granada (2012/13)
- Segunda Andaluza de Granada (2014/15)
- Primera Andaluza Grupo IX (2015/16)
- Copa Mancomunidad de Costa Tropical (2016, 2022)
- Trofeo Ciudad de Motril (2015, 2019, 2022)

### Resultado temporada a temporada
| Temporada | Nivel | División  | Posición  | Copa del Rey | Copa RFAF        |
| --------- | ----- | --------- | --------- | ------------ | ---------------- |
| 2012-13   | 8     | 2.ª Prov. | 1.º       | --           | --               |
| 2013-14   | 7     | 1.ª Prov. | 2.º       | --           | --               |
| 2014-15   | 6     | 2.ª And.  | 1.º       | --           | --               |
| 2015-16   | 5     | 1.ª And.  | 1.º       | --           | --               |
| 2016-17   |       | 3.ª div.  | 5.º       | --           | --               |
| 2017-18   | 4     | 3.ª div.  | 6.º       | --           | --               |
| 2018-19   | 4     | 3.ª div.  | 6.º       | --           | --               |
| 2019-20   | 4     | 3.ª div.  | 3.º       | --           | --               |
| 2020-21   | 4     | 3.ª div.  | 8.º (3.º) | --           | Cuartos de final |
| 2021-22   | 5     | 3.ª RFEF  | 6°        | --           | --               |
| 2022-23   | 5     | 3.ª RFEF  | 7°        | --           | Cuartos de final |
| 2023-24   | 5     | 3.ª RFEF  | 6.º       | --           | Semifinales      |
| 2024-25   | 5     | 3.ª RFEF  |           | --           |                  |

## Histórico de entrenadores
| Nombre                       | Temporada | Liga                       | Logro                                     | Títulos                                  |
| ---------------------------- | --------- | -------------------------- | ----------------------------------------- | ---------------------------------------- |
| José Manuel García Sánchez   | 2012/13   | Segunda Provincial Granada | Ascenso                                   | Trofeo liga                              |
| José Manuel García Sánchez   | 2013/14   | Primera Provincial Granada | Ascenso                                   | --                                       |
| José Manuel García Sánchez   | 2014/15   | Segunda Andaluza           | Ascenso                                   | Trofeo liga                              |
| José Manuel García Sánchez   | 2015/16   | Primera Andaluza           | Ascenso                                   | Trofeo Ciudad de Motril Trofeo liga      |
| José Manuel García Sánchez   | 2016/17   | Tercera División           | --                                        | Copa Macomunidad                         |
| José Manuel García Sánchez   | 2017/18   | Tercera División           | --                                        | --                                       |
| José Manuel García Sánchez   | 2018/19   | Tercera División           | --                                        | --                                       |
| José Manuel García Sánchez   | 2019/20   | Tecera División            | Play-offs 2.ªB Clasificación Copa RFAF    | Trofeo Ciudad de Motril                  |
| Miguel Novo Carrascosa       | 2020/21   | Tercera División           | Cuartos Copa RFAF Liguilla descenso       | --                                       |
| José Manuel García Sánchez   | 2020/21   | Tercera División           | Salvación descenso                        | --                                       |
| Cristian Iván Murúa Miguelez | 2020/21   | Tercera División           | --                                        | --                                       |
| Vicente García Taboada       | 2021/22   | Tercera División           | --                                        | --                                       |
| José Manuel García Sánchez   | 2021/22   | Tercera Federación         | Clasificación Copa RFAF                   | --                                       |
| Borja Bardera Martín         | 2022/23   | Tercera Federación         | Cuartos Copa RFAF Clasificación Copa RFAF | Copa Macomunidad Trofeo Ciudad de Motril |
| Francisco Maldonado Carmona  | 2023/24   | Tercera Federación         | Semifinales Copa RFAF                     | --                                       |
| Edu Oriol Gràcia             | 2023/24   | Tercera Federación         | Clasificación Copa RFAF                   |                                          |
| Emilio Fajardo               | 2024/25   | Tercera Federación         |                                           |                                          |
| Manu del Moral               | 2025/     | Tercera Federación         |                                           |                                          |